# 유스카와촌
유스카와촌(遊子川村)은 에히메현 히가시우와군에 설치된 촌이다. 